# カシオン山
カシオン山（アラビア語: جبل قاسيون、Jabal Qāsiyūn 〈Qasioun, Qasiun, Kasiun, Kassiun, Kassioun〉、英語: Mount Qasioun 〈Qasyon〉）は、シリアの首都ダマスカスの街を見下ろす山である。山に並ぶレストランからは街全体が見わたせる。街は長年にわたり拡張されていくつかの地区が山麓に設けられた。標高は1,151メートル（3,776フィート）である。

## 宗教的意義
カシオン山の斜面には、伝説に包まれた洞窟がある。そこは最初の人間であるアダムが一時住んでいたといわれており、またアブラハムに関するさまざまな物語が伝えられ、さらにイエスもその中で祈った。また一方でそこはカインがアベルを殺した場所であったと中世アラブの歴史書のなかに語られている。世界で初めて起こった殺人とされる場所がそこであったことから、Maghārat al-Dam （血の洞窟）と呼ばれる。そこは何百年もの間、祈りがすぐに届き、とりわけ旱魃（かんばつ）のときにダマスカスの統治者が洞窟へと登り、雨乞いをする場所として知られていた。
スンナ派のムスリム（イスラム教徒）においては、カシオン山は Abdāl として知られる40聖人のミフラーブ（祈りの窪み）の場所であり、彼らは毎晩、夜を徹しての祈り（ビジリア）を捧げたといわれ、小さなモスクがこうしたミフラーブのある「血の洞窟」の上に築かれた。
さらに「血の洞窟」から山を下ると Maghārat al-Jūˁ （飢えの洞窟）として知られている別の洞穴があったことで、この洞窟に関する物語はやや混乱している。ひとつに40聖人たちはそこで絶食して死を遂げたといわれるが、しかしながら al-Harawī という人物が、40人の預言者がそこで餓死したとして記される西暦1200年代に居住していた。
今日、洞窟は家屋に囲まれて隠れてしまっているが、その場所は al-Juyūˁīyah （おおよそ「空腹の場所」）と呼ばれている。
同じく山の別の側には、さらに別の洞窟があり、そこは原始キリスト教の史料のみならずコーランにも述べられた、7人の眠れる若者の洞穴であると地元の伝説において伝えられ、Aṣḥāb al-Kahf （洞窟の仲間）として知られている。しかしながらこれはかなり疑わしく、それは共通して主張するこの世界各地の多くの洞窟のうちの1つに過ぎない。最近、マドラサが洞窟の上に建てられたが、巡礼者には引き続き入場が認められている。